# Ewald Dreesmann
Ewald Dreesmann (* 4. Dezember 1940 in Weener; † 6. Juli 1986 ebenda) war ein deutscher Politiker (SPD).
Nach dem Realschulabschluss im Jahr 1957 begann Dreesmann eine Ausbildung bei der Deutschen Bundespost. Zuletzt erreichte die Position eines Postoberinspektors.  1961/62 leistete er seinen Wehrdienst ab und wurde Reserveoffizier. Seit 1964 war er Mitglied der SPD. Ferner wurde er zum Mitglied des Aufsichtsrates der Stadtwerke Weener GmbH gewählt sowie zum Mitglied des Verwaltungsrates der Kreissparkasse Leer. Weiterhin war er Mitglied des Vorstandes des Niedersächsischen Städteverbandes  als dem Vorläufer des  Niedersächsischen Städtetages. 
Seit dem Jahr 1968 war er Ratsherr und zudem ab 1971 auch Bürgermeister der Stadt Weener. Zudem war er seit 1968 Kreistagsabgeordneter und ab 1973 Vorsitzender der SPD-Kreistagsfraktion des Landkreises Leer. Er wurde zum Mitglied des Niedersächsischen Landtages in der achten bis elften Wahlperiode vom 21. Juni 1974 bis 6. Juli 1986 gewählt. In dieser Zeit war er Vorsitzender des Ausschusses für Haushalt und Finanzen vom 23. Juni 1982 bis 20. Juni 1986.